# Le Bateau-refuge
Le Bateau-refuge est un roman de Robert Francis publié en 1934 aux éditions Alexis Redier et ayant reçu la même année le prix Femina.

## Éditions
- Le Bateau-refuge, éditions Alexis Redier, 1934.